# Elecciones municipales de 1991 en Valencia
Las elecciones municipales de 1991 se celebraron en Valencia el domingo 26 de mayo, de acuerdo con el Real Decreto de convocatoria de elecciones locales en España el 1 de abril de 1991 y publicado en el Boletín Oficial del Estado el día 2 de abril. Se eligieron los 33 concejales del pleno del Ayuntamiento de Valencia mediante un sistema proporcional (método d'Hondt) con listas cerradas y un umbral electoral del 5 %.

## Resultados
La lista del Partido Socialista Obrero Español (PSOE) obtuvo una mayoría simple de 13 concejales, por 9 concejales de la candidatura del Partido Popular (PP), 8 de la de Unió Valenciana (UV) y 3 la de Esquerra Unida del País Valencià (EUPV). En la mayoría de los 19 distritos el PSOE fue la lista más votada con la excepción de los distritos del centro (Ciutat Vella, l'Eixample y Extramurs) y en torno a la zona universitaria (en el distrito de El Pla del Real y los barrios de La Bega Baixa y La Carrasca), donde prevaleció la lista del PP. Los resultados completos correspondientes al escrutinio definitivo se detallan a continuación:
| Candidatura                                   | Candidatura                                   | Votos   | %                               | Concejales                      |
| --------------------------------------------- | --------------------------------------------- | ------- | ------------------------------- | ------------------------------- |
|                                               | Partido Socialista Obrero Español (PSOE)      | 139 212 | 37,24                           | 13                              |
|                                               | Partido Popular (PP)                          | 95 238  | 25,48                           | 9                               |
|                                               | Unió Valenciana (UV)                          | 80 500  | 21,53                           | 8                               |
|                                               | Esquerra Unida del País Valencià (EUPV)       | 29 855  | 7,99                            | 3                               |
| Los Verdes (LV)                               | Los Verdes (LV)                               | 8945    | 2,39                            | 0                               |
| Centro Democrático y Social (CDS)             | Centro Democrático y Social (CDS)             | 7174    | 1,92                            | 0                               |
| Unitat del Poble Valencià (UPV)               | Unitat del Poble Valencià (UPV)               | 5912    | 1,58                            | 0                               |
| Partido Radical Socialista Valenciano (PRSV)  | Partido Radical Socialista Valenciano (PRSV)  | 878     | 0,24                            | 0                               |
| Frente Nacional (FN)                          | Frente Nacional (FN)                          | 528     | 0,14                            | 0                               |
| Plataforma d'Esquerres                        | Plataforma d'Esquerres                        | 482     | 0,13                            | 0                               |
| Falange Española de las JONS (FE de las JONS) | Falange Española de las JONS (FE de las JONS) | 386     | 0,10                            | 0                               |
| Votos en blanco                               | Votos en blanco                               | 3711    | 0.99                            | n/a                             |
| Votos válidos                                 | Votos válidos                                 | 373 838 | 100,00                          | 33                              |
| Votos nulos                                   | Votos nulos                                   | 1295    | Participación: \| \| 63.44 % \| | Participación: \| \| 63.44 % \| |
| Votantes                                      | Votantes                                      | 375 043 | Participación: \| \| 63.44 % \| | Participación: \| \| 63.44 % \| |
| Electores                                     | Electores                                     | 591 157 | Participación: \| \| 63.44 % \| | Participación: \| \| 63.44 % \| |
|                                               | 63.44 %                                       |         |                                 |                                 |

## Concejales electos
Relación de concejales electos:
| N.º | Nombre                                | Lista | Lista |
| --- | ------------------------------------- | ----- | ----- |
| 1   | Clementina Ródenas Villena            |       | PSOE  |
| 2   | Rita Barberá Nolla                    |       | PP    |
| 3   | Vicente González Lizondo              |       | UV    |
| 4   | Joan Ballester Pérez                  |       | PSOE  |
| 5   | José Luis Olivas Martínez             |       | PP    |
| 6   | Miguel Albuixech Grau                 |       | PSOE  |
| 7   | María Dolores García Broch            |       | UV    |
| 8   | José Cabrera Gonzálvez                |       | PSOE  |
| 9   | Manuel Tarancón Fandos                |       | PP    |
| 10  | Manuel Moret Gómez                    |       | EUPV  |
| 11  | Roberto Cantos Segura                 |       | PSOE  |
| 12  | Társilo Piles Guaita                  |       | UV    |
| 13  | José R. García-Fuster González-Alegre |       | PP    |
| 14  | Carmen del Río Vidal                  |       | PSOE  |
| 15  | Irene Beneito Jiménez de la Iglesia   |       | UV    |
| 16  | Juan Augusto Estellés Noguer          |       | PSOE  |
| 17  | Francisco Camps Ortiz                 |       | PP    |
| 18  | Ramón Vilar Zanón                     |       | PSOE  |
| 19  | Vicente Martínez Marco                |       | UV    |
| 20  | Silvestre Senent Ferrer               |       | PP    |
| 21  | Alfonso Goñi Comendador               |       | PSOE  |
| 22  | Francisco Díez Carrión                |       | EUPV  |
| 23  | José Sellés Vidal                     |       | PSOE  |
| 24  | Juan Cotino Ferrer                    |       | PP    |
| 25  | Francisco Javier Martínez León        |       | UV    |
| 26  | Elena Martín López                    |       | PSOE  |
| 27  | José Luis Juan Sanz                   |       | PP    |
| 28  | José Luis Monzón Campos               |       | PSOE  |
| 29  | Juan Manuel Castañer Molla            |       | UV    |
| 30  | Manuel Mata Gómez                     |       | PSOE  |
| 31  | Salvador Cardona Aucejo               |       | PP    |
| 32  | Arturo Gascó Mas                      |       | UV    |
| 33  | Feliciano Albadalejo Olmos            |       | EUPV  |